# Mt. Helium
Mt. Helium (tidligere kendt som The Apex Theory) er et amerikansk alternativt rock-band, som blev dannet i 1999 af Ontronik Khachaturian, Art Karamian og David Hakopyan. Sammy J. Watson blev rekrutteret senere, da gruppen ikke kunne finde en dedikerede trommeslager. Bandet udgav deres første ep Extendemo i 2000. Året efter skrev de kontrakt med pladeselskabet DreamWorks Records, hvorigennem de udgav deres anden ep The Apex Theory i oktober 2001. Gruppen optrådte på hovedscenen under turnéen Warped Tour i 2001, og stod også som med-overskrifter til MTV2-turnéen i 2002. I april samme år udgav bandet deres debutalbum Topsy-Turvy, som blev placeret som nummer 6 på Billboard Heatseekers-listen og som nummer 157 på Billboard 200. Efter at have ændret deres navn til Mt. Helium, udgav de deres andet album Faces i juni 2008.

## Medlemmer

### Nuværende
- Art Karamian — Guitar, Vokal
- David Hakopyan — Bas
- Sammy J. Watson — Trommer

### Tidligere
- Ontronik Khachaturian — Vokal(1999–2002)

## Diskografi
- Topsy-Turvy (2002)
- Faces (2008)

### EPer
- The Apex Theory (2001)
- Inthatskyissomethingwatching (2004)
- Lightpost (2007)

### Fodnoter
1. ↑  "Charts and awards for Topsy Turvy". Allmusic. Hentet 13. december 2008.